# Отрадново
Отрадново — село в городском округе Верхотурский Свердловской области России. В окрестностях села расположен ботанический природный памятник — Отрадневский кедровник.

## Географическое положение
Село Отрадново расположено в 77 километрах (по дорогам в 90 километрах) к востоку-юго-востоку от города Верхотурья, на правом берегу реки Туры, в устье её правого притока — реки Отрадновки. В окрестностях села расположен ботанический природный памятник — Отрадневский кедровник, припоселковые насаждения кедра. Климатические условия местности благоприятны для здоровья; почва суглинистая и песчаная.

## История села
Село было основано во II половине XVII века верхотурским посадским человеком Федькой Отрадным.
В 1899 году деревня Отраднова превратилась в село. В начале XX века основным занятием сельчан были хлебопашество, рубка и сплав леса в город Тюмень, а также охота и рыбалка.

## Преображенская церковь
Часовня во имя святого Апостола Иоанна Богослова, стоящая в деревне Родничной, с разрешения начальства, жители деревни Отрадновой перевезли к себе.
Преосвященный Афанасий, епископ Екатеринбургский и Ирбитский разрешил прихожанам 7 ноября 1893 года перестроить эту часовню в деревянную, однопрестольную церковь, которая была освящена в честь Преображения Господня 30 января 1894 года.
Церковь была закрыта в 1931 году. В настоящий момент церковь полуразрушена.

## Население
| 1873 | 2002 | 2010 | 2021 |
| ---- | ---- | ---- | ---- |
| 132  | ↘4   | ↘2   | ↗3   |